# Компенсаційна течія
Компенсаці́йні течії́ — горизонтальні переміщення водних мас, які поповнюють збитки води на якій-небудь ділянці океану, моря, озера. Можуть розвиватись як в поверхневих, так і в глибинних шарах, наприклад, міжпасатні протитечії.
Компенсаційні міжпасатні течії в Тихому океані несуть свої води до теплих Північної та Південної Екваторіальної течії. Швидкість велика: 20-50 см/с — на периферії тропіків; 150–200 см/с — поблизу екватора. Наближаючись до континентів, пасатні течії в океанах в свою чергу відхиляються й утворюють стокові течії: Бразильську, Гвіанську, Антильську, Мадагаскарську та Східноавстралійську. Стійкість стокових течій 75 %, швидкість, здебільшого 5—100 см/с.
Завдяки силі Коріоліса центр антициклонічної системи течій океанів зсунено на захід відносно центру атмосферного антициклону. Саме тому в субтропічних широтах перенос водних мас до помірних широт сконцентрований на вузьких ділянках вздовж східного узбережжя континентів.
Гвіанська та Антильська течія, що омивають Антильські острови, більшу частину власних теплих вод спрямовують до Мексиканської затоки. З якої починає свій плин крізь Флоридську протоку стокова тепла Флоридська течія, початок Гольфстриму. Ця течія має аномальні глибини (до 700 м) та ширину до 75 км. Витрати води сягають 25 млн м³/с. Це в 20 разів перевищує стік усіх річок планети. Після об'єднання із західними гілками Антильської течії потужність Гольфстриму сягає 82 млн м³/с, а температура води 26° С. Досягнувши берегів Європи, ці теплі води частково повертаються на південь до антициклональної системи, а частково залучаються до циклонічної системи помірних широт. Так само відбувається і в інших частинах Світового океану.